# Cora Jade
Brianna Coda (Chicago, 14 de janeiro de 2001) é uma lutadora profissional americana. Ela é mais conhecida por sua passagem pela WWE, onde atuou na marca NXT, sob o nome de ringue Cora Jade e foi onde ela é uma vez campeã de duplas femininas do NXT. Ela também fez aparições na Total Nonstop Action Wrestling (TNA) como parte do relacionamento de trabalho entre a WWE e a TNA.
Ela lutou anteriormente no circuito independente sob o nome de ringue Elayna Black, e fez aparições na All Elite Wrestling (AEW).

## Carreira na luta livre profissional

### Início de carreira (2018–2021)
Coda treinou pela primeira vez na Freelance Wrestling Academy por Bryce Benjamin e Isaias Velazquez. Ela estreou em 9 de dezembro de 2018, na promoção Kaiju Attack Wrestling, com sede em Illinois, em uma luta de duplas contra seu ex-instrutor Bryce Benjamin sob o nome de ringue Elayna Black. Em 11 de julho de 2019, Black venceu seu primeiro torneio enquanto estava no ZOWA Live, tornando-se a campeã do Torneio Zen Of Women's Athletics de 2019. Em 15 de agosto, enquanto na Zelo Pro Wrestling, Black competiu em uma luta four-way pelo vago Campeonato Feminino Zelo Pro. Em 1º de setembro, Black competiu no Torneio Regional Rising Stars de 2019 da Rise Wrestling, onde foi eliminada nas quartas de final por Sophie King. Ela também apareceu em Shimmer Women Athletes, estreando no Volume 118 competindo em uma luta scramble.
Em 18 de outubro de 2019, Black fez sua estreia em pay-per-view enquanto estava no Impact Wrestling no Prelude to Glory, onde perdeu para Havok.

### All Elite Wrestling (2020)
Black apareceu pela primeira vez na All Elite Wrestling (AEW) no episódio de 13 de outubro de Dark perdendo para Red Velvet. Ela voltou no mês seguinte no episódio de 3 de novembro de Dark, em parceria com Leyla Hirsch em uma luta de duplas, mas perdeu para a equipe de Brandi Rhodes e Red Velvet.

### WWE (2021–2025)
Em 20 de janeiro de 2021, foi anunciado que Coda assinou um contrato com a WWE e lutaria na marca NXT. Ela estreou no episódio de 22 de janeiro do 205 Live sob o nome de ringue Cora Jade, onde foi emparelhada com Gigi Dolin na rodada de abertura do Dusty Rhodes Tag Team Classic feminino de 2021, mas foram eliminadas por Candice LeRae e Indi Hartwell. Em 16 de novembro, ela se juntou à equipe de Raquel González para o WarGames. Nesse evento, ela deu a sua equipe a vitória na luta feminina WarGames. Duas semanas depois, ela teve uma oportunidade pelo Campeonato Feminino do NXT em uma luta triple threat contra González e a campeã Mandy Rose no New Year's Evil, mas não conseguiu ganhar o título. No The Great American Bash, Jade e sua nova parceira de duplas Roxanne Perez derrotaram Dolin e Jacy Jayne para se tornarem as campeãs de duplas femininas do NXT.
Em 12 de julho de 2022, episódio do NXT, Jade virou heel quando atacou Perez, custando-lhe a luta pelo Campeoanto Feminino do NXT contra Mandy Rose. Na semana seguinte, Jade declarou suas intenções de sucesso solo e depois jogou seu cinturão na lata de lixo, deixando Perez como a única campeã. Mais tarde naquela noite, ela competiu em uma battle royal de 20 mulheres para determinar a desafiante número um ao Campeonato Feminino do NXT, mas foi eliminada pela eventual vencedora Zoey Stark. No Heatwave, Jade derrotou Perez. No episódio de 4 de outubro do NXT, uma luta Weapons Wild foi marcada entre Jade e Perez no Halloween Havoc. As duas também concordaram em escolher seus "combates de veneno", onde ambas poderiam escolher qualquer oponente na WWE uma para a outra. Jade fez sua primeira aparição no plantel principal no Raw de 17 de outubro, onde ela escolheu Rhea Ripley como oponente de Perez. Na noite seguinte, Jade derrotou Raquel Rodriguez (a oponente escolhida a dedo por Perez) por desqualificação. Quatro dias depois, no Halloween Havoc, Jade perdeu para Perez em uma luta "Weapons Wild". Em maio de 2023, Jade derrotou Fallon Henley na primeira rodada do torneio pelo vago Campeonato Feminino do NXT, mas perdeu para Lyra Valkyria na semifinal. Após o episódio de 2 de agosto do NXT, Jade fez uma pausa na televisão da WWE.
Após uma pausa de quatro meses, Jade retornou no NXT Deadline em 9 de dezembro, atacando a campeã feminina do NXT, Lyra Valkyria, e posando com o título. Em 12 de janeiro de 2024, durante uma luta contra Lyra Valkyria em um evento ao vivo, Jade sofreu uma lesão no ligamento cruzado anterior (LCA), ficando afastada por aproximadamente nove meses. Jade retornou da lesão na estreia do NXT na CW em 1º de outubro, ajudando Roxanne Perez a reter o Campeonato Feminino do NXT contra Giulia. No NXT Halloween Havoc em 27 de outubro, Jade e Perez enfrentaram Giulia e Stephanie Vaquer em uma luta de duplas, mas foram derrotadas. Em 7 de janeiro de 2025, no NXT: New Year's Evil, Jade enfrentou Lola Vice, Kelani Jordan e Stephanie Vaquer em uma luta fatal four-way para determinar a desafiante número um pelo Campeonato Norte-Americano Feminino do NXT, onde ela acabou perdendo.
Em 4 de fevereiro de 2025, após ouvir que não faria parte da luta triple threat pelo Campeonato Feminino do NXT no NXT Vengeance Day, Jade atacou Giulia e Bayley, mas falhou em atingir Roxanne Perez, encerrando a amizade delas pela segunda vez. Após Perez afirmar que Jade não conseguiria conquistar um título individual, Jade foi incluída na luta no NXT Vengeance Day, tornando-a uma luta fatal four-way, mas Jade não conseguiu conquistar o título. No episódio de 4 de março do NXT, Jade aparentemente sofreu uma lesão legítima durante sua luta contra Jordynne Grace. Jade depois informou que a lesão não era grave. No pré-show do NXT Stand & Deliver em 19 de abril, Jade fez parceria com Perez em uma luta fatal four-way de eliminação de duplas por uma chance de lutar pelo Campeonato de Duplas Femininas da WWE, mas elas perderam depois que Perez abandonou Jade no meio da luta, marcando a última luta de Jade pela WWE. Em 2 de maio, Jade foi liberada de seu contrato com a WWE, encerrando seu vínculo de quatro anos com a companhia.

### Total Nonstop Action Wrestling (2025)
Em 19 de janeiro de 2025, no Genesis, Jade fez sua estreia na Total Nonstop Action Wrestling (TNA), confrontando a campeã mundial das Knockouts da TNA, Masha Slamovich. No episódio de 30 de janeiro do TNA Impact!, Jade derrotou Hyan em sua primeira luta na TNA desde 2019. Em 14 de março, no Sacrifice, Jade enfrentou Slamovich pelo Campeonato Mundial das Knockouts da TNA, mas não obteve sucesso.

## Outras mídias
Cora Jade fez sua estreia nos videogames como personagem jogável no WWE 2K23 e apareceu no WWE 2K24 e WWE 2K25.

## Vida pessoal
Coda cita AJ Lee como uma das principais influências em sua carreira no wrestling profissional. Ela também mencionou abertamente ser uma fã devota do também lutador de Chicago, CM Punk. Coda também falou sobre ser inspirada por Bayley e Sasha Banks após assistir à luta delas no NXT Takeover: Brooklyn.
Coda esteve anteriormente em um relacionamento com o colega de NXT/WWE, Bron Breakker. Ela também esteve em um relacionamento com Vincent Winey, que trabalha para a WWE, na marca NXT e foi linebacker do time de futebol americano da Morehead State University.

## Títulos e prêmios
- Pro Wrestling Illustrated
  - PWI a colocou na #65ª posição das 250 melhores lutadoras individuais no PWI Women's 250 em 2023[48]
- WWE
  - Campeonato de Duplas Femininas do NXT (1 vez) – com Roxanne Perez[49]
- ZOWA Live
  - Torneio Zen of Womens Athletics (2019)